# Anna Behlen
Anna Behlen (* 21. Februar 1993 in Kiel) ist eine deutsche Volleyball- und Beachvolleyballspielerin.

## Karriere Halle
Anna Behlen spielte in ihrer Jugend Hallenvolleyball beim Wiker SV, wo sie auch in der Regionalliga zum Einsatz kam. Außerdem war sie in der Schleswig-Holsteinischen Landesauswahl aktiv. Von 2010 bis 2013 spielte die Außenangreiferin beim Zweitligisten VT Aurubis Hamburg 2, mit dem sie 2012 Meister der 2. Bundesliga Nord wurde. Seit 2013 spielte sie zusammen mit ihrer damaligen Beachvolleyball-Partnerin Katharina Culav in der Landesligamannschaft des MTV 48 Hildesheim, mit der sie 2014 in die Verbandsliga aufstieg und dann in der 3. Liga West spielte. 2019/20 spielte Behlen wieder in ihrer Heimat beim Drittligisten Kieler TV. Nach einer Zeit von 2020 bis 2023 beim Zweitligisten ETV Hamburg kehrte sie zum Kieler TV zurück.

## Karriere Beach
Seit 2003 ist Anna Behlen auch im Beachvolleyball aktiv. Zunächst spielte sie mit Janne Wurl auf verschiedenen nationalen Jugendmeisterschaften. Seit 2009 ist sie mit verschiedenen Partnerinnen auch auf der Smart/Techniker Beach Tour und anderen nationalen Turnieren aktiv. Mit Christine Aulenbrock wurde sie 2009 U18-Europameisterin im portugiesischen Espinho und ein Jahr später deutsche U20-Vizemeisterin. Im selben Jahr erreichte sie in Porto mit Sandra Seyfferth den fünften Platz bei der U19-Weltmeisterschaft und eine Woche später mit Anika Krebs den dritten Platz bei der U18-Europameisterschaft. 2011 gewann Anna Behlen mit Christine Aulenbrock die Deutsche U20-Meisterschaft, erreichte mit Anika Krebs Platz fünf bei der U19-Weltmeisterschaft in Umag (Kroatien) sowie Platz neun bei der U20-Europameisterschaft in Tel Aviv. 2012 wurde sie mit Ines Wilkerling deutsche U20-Vizemeisterin. Mit Sandra Seyfferth nahm Anna Behlen erstmals an der deutschen Meisterschaft in Timmendorfer Strand teil und belegte Platz 13. 2013 belegte sie mit Yanina Weiland bei der U21-Weltmeisterschaft in Umag und mit Christine Aulenbrock bei der U22-Europameisterschaft in Varna (Bulgarien) jeweils Platz fünf. Mit ihrer neuen Standardpartnerin Katharina Culav belegte Anna Behlen erneut Platz 13 bei der deutschen Meisterschaft.
2014 verbesserten sich die gebürtigen Schleswig-Holsteinerinnen auf den neunten Rang. Im gleichen Jahr nahmen sie zum ersten Mal an einem Turnier der FIVB World Tour teil. Beim letzten Turnier des Jahres, den Mangaung Open in Südafrika, wurden sie Poolzweite. Anschließend besiegten sie in der ersten Hauptrunde ein südafrikanisches und im Achtelfinale ein französisches Team, bevor sie im Viertelfinale an den späteren Bronzemedaillengewinnerinnen Ukolowa/Prokopjewa scheiterten. Im Abschlussklassement belegten die beiden Deutschen somit den fünften Platz. Bei der deutschen Meisterschaft belegten Behlen/Culav Platz 13. 2016 spielte Behlen wieder mit Anika Krebs. Behlen/Krebs gewannen den Smart Super Cup in Kühlungsborn und wurden Siebte bei der deutschen Meisterschaft. 2017 spielte Behlen auf der nationalen Tour erneut an der Seite von Yanina Weiland. 2018 startete sie auf der FIVB World Tour mit Sarah Schneider und gewann das 2-Sterne-Turnier in Phnom Penh. Auf der nationalen Techniker Beach Tour gewannen Behlen/Schneider die Turniere in Leipzig und in Zinnowitz und belegten Platz fünf bei der deutschen Meisterschaft in Timmendorfer Strand.
Seit 2019 war Anne Krohn Behlens Partnerin, mit der sie auf der Techniker Beach Tour in Dresden den dritten Platz belegte und in Zinnowitz gewann. Bei der deutschen Meisterschaft wurden Behlen/Krohn Fünfte. Behlen wurde zu Schleswig-Holsteins Sportlerin des Jahres 2019 gewählt. 2021 belegten Behlen/Krohn bei den Qualifiers für Timmendorfer Strand in Düsseldorf die Plätze fünf und zwei, in Stuttgart zweimal Platz drei, in Königs Wusterhausen Platz neun und in Berlin Platz drei. Bei der deutschen Meisterschaft wurden Behlen/Krohn Neunte.
2022 spielte Behlen wieder u. a. mit ihrer ehemaligen Partnerin Sarah Schneider, mit der sie im Juli das „Rock the Beach“-Turnier auf Borkum gewann. Mit Anna-Lena Grüne gewann sie im August das Turnier in Berlin. Bei der deutschen Meisterschaft im September schieden Behlen/Schneider nach zwei Niederlagen früh aus. Im Jahr 2023 spielte Behlen anfangs an der Seite von Olympiasiegerin Kira Walkenhorst, als diese sich schließlich einer Operation unterzog und die ganze Saison ausfiel, tat sie sich mit Sarah Schulz zusammen. Die beiden gewannen die „Rock the Beach“-Turniere auf Fehmarn und auf Borkum sowie den zweiten Stopp der German Beach Tour in München. Bei der deutschen Meisterschaft erreichten Behlen/Schulz nach einem Halbfinalsieg über Karla Borger und Sandra Ittlinger das Endspiel, in dem sie gegen Svenja Müller und Cinja Tillmann verloren und Vizemeisterinnen wurden. 2024 gewannen Behlen/Schulz das erste Turnier der German Beach Tour in Düsseldorf, wurden im Juli Zweite in Heidelberg und gewannen im August auch in Kühlungsborn. Bei der deutschen Meisterschaft wurden sie Neunte. Auf der German Beach Tour 2025 erreichten sie in Düsseldorf 2, Hamburg und München 1 jeweils Platz fünf, in München 2 sogar Platz drei. Das „Rock the Beach“-Turnier auf Borkum gewannen Behlen und Schulz.

## Berufliches
Anna Behlen studierte in Hamburg Sozialökonomie und ist jetzt Kriminalkommissarin in Kiel.

## Privates
Anna Behlen ist die Tochter des Kieler Volleyballtrainers Matthes Behlen.